# کران جانسون
در ریاضیات کاربردی ، محدود جانسون (به افتخار سلمر مارتین جانسون به این صورت نام گذاری شده است) محدودیتی در اندازه  کدهای تصحیح خطا مورد استفاده در نظریه کدگذاری برای انتقال داده ها و یا ارتباطات است.

## تعریف
{\displaystyle } یک کد با q زیرشاخه و طول {\displaystyle }یعنی یک زیر مجموعه از {\displaystyle }. {\displaystyle } را حداقل فاصله از {\displaystyle }یعنی؛
{\displaystyle }
که در آن {\displaystyle } فاصله همینگ بین {\displaystyle } و {\displaystyle }.
{\displaystyle } را مجموعه ای از تمام کد ها با q زیرشاخه به طول {\displaystyle } و حداقل فاصله {\displaystyle } در نظر بگیرید و {\displaystyle } نشان دهنده مجموعه ای از کدها در {\displaystyle }  باشد، به طوری که هر عنصر دقیقاً شامل  با {\displaystyle } ورودی غیر صفر باشد.
{\displaystyle } را به عنوان نماد تعداد عناصر در {\displaystyle }. سپس {\displaystyle } را به عنوان بزرگترین اندازه یک کد با طول {\displaystyle } و حداقل فاصله {\displaystyle }:
{\displaystyle }
به طور مشابه، {\displaystyle } را بزرگترین اندازه یک کد در {\displaystyle }:
{\displaystyle }

## قضیه 1 (محدوده جانسون برای{\displaystyle })
اگر {\displaystyle }با
{\displaystyle }
اگر {\displaystyle }
{\displaystyle }

## قضیه 2 (محدوده جانسون برای{\displaystyle })
(i) اگر {\displaystyle }
{\displaystyle }
(ii) اگر {\displaystyle }سپس متغیر {\displaystyle } به شرح زیر تعریف می کنیم. اگر {\displaystyle } زوج است، پس؛ {\displaystyle } از طریق رابطه {\displaystyle }اگر {\displaystyle }است، {\displaystyle } را از طریق رابطه{\displaystyle }. {\displaystyle }. داریم:
{\displaystyle }
که در آن {\displaystyle } تابع جزء صحیح است.
تبصره: اتصال محدوده قضیه 2 به محدوده قضیه 1 کران بالای عددی روی {\displaystyle }.